# السبرة (السياني)

تعديل مصدري - تعديل

السبرة هي إحدى قرى عزلة الأزارق بمديرية السياني التابعة لمحافظة إب، بلغ تعداد سكانها 781 نسمة حسب تعداد اليمن لعام 2004.